# Billy Murcia
Billy Murcia (9. října 1951, Bogotá – 6. listopadu 1972, Londýn) byl americký rockový bubeník.
Narodil se v Kolumbii a v dětství se přestěhoval do New Yorku. V šedesátých letech chodil na stejnou střední školu jako Sylvain Sylvain, který byl rovněž přistěhovalec; dvojice se skamarádila a později potkala ještě Johnnyho Thunderse, který zde rovněž studoval. Svou první skupinu nazvanou The Pox Murcia založil roku 1967; později prošel několika dalšími skupinami a roku 1971 spolu s Thundersem, Sylvainem, Davidem Johansenem a Arthurem Kanem založil skupinu New York Dolls.
Během turné po Spojeném království, při němž skupina dělala předkapelu Rodu Stewartovi, byl Murcia pozván na večírek. Zde se po kombinaci alkoholu a drog začal dusit. Ostatní účastníci večírku se jej snažili oživit studenou lázní a horkou kávou, ale Murcia nakonec podlehl. Přestože členové skupiny uvažovali o ukončení její činnosti, nakonec se tak nestalo a na Murciovo místo nastoupil Jerry Nolan. Johnny Thunders o něm později napsal píseň „Billy Boy“.